# Gustave-Charles Toussaint
Gustave-Charles Toussaint (Rennes, 1869 - 1938) was een Frans jurist, sinoloog en tibetoloog.

## Jurist
Toussaint studeerde rechten aan de Universiteit van Rennes. In 1887 ontving hij als eerste de prijs van Histoire du Droit. Zijn loopbaan begon hij in november 1893 als koloniaal jurist bij het presidents-secretariaat bij de rechtbank van Rennes. Hij werd de plaatsvervangend procureur in Nouméa in het Franse gebiedsdeel Nieuw-Caledonië bij Australië. In 1895 bracht zijn carrière hem in het Zuid-Indiase Pondicherry waar hij plaatsvervangend procureur-generaal werd van de Franse Oost-Indische Compagnie. In 1897 ging hij naar Antananarivo op Madagaskar als procureur van de Republiek.
Vanaf 1913 was hij Avocat Général in Hanoi. In 1917 was hij in China, op last van een juridische missie voor de secretaris-generaal van het Franse ministerie voor Buitenlandse zaken, Ph. Berthelot. Hier overnachtte hij in Shanghai en later in Peking. In 1922 keerde hij terug naar Hanoi als procureur-generaal. Hij reisde vervolgens door China als gedelegeerde van Frankrijk van de Commission Internationale de l'Exterritorialité in Peking in 1925 en 1926. In 1934 ging hij met pensioen.

## Oriëntalist
Toussaint was liefhebber van lange reizen door Centraal-Azië. In 1903 reisde hij van Pamir naar Russisch Turkestan, Chinees Turkestan en Mongolië en in 1911 maakte hij een reis door Tibet. In 1920 maakte hij een expeditie in Buiten-Mongolië en trok hij de Gobi door. Verder maakte hij ook een ontdekkingsreis naar Groenland.
Toussaint deed onder andere onderzoek naar de manuscripten van Dunhuang en werkte samen met andere tibetologen als Jacques Bacot en Frederick William Thomas. In 1940 brachten zij Documents de Touen-houang relatifs a l'histoire du Tibet uit in Parijs. Verder kreeg hij bekendheid vanwege zijn vertaling van de Padmasambhava uit het Tibetaans.